# ExpoManagement
A ExpoManagement é um evento internacional direcionado à profissionais da administração promovido pelo HSM Group. É considerado o maior encontro de executivos do mundo e ocorre anualmente no Brasil.
O evento reúne renomados pensadores mundiais da administração (management), que apresentam temas diversificados, tendências e novos conceitos do mundo corporativo. Além disso, há uma área de exposição onde são expostas práticas e ideias inovadoras por variadas empresas, consultorias e instituições de ensino.
A ExpoManagement se divide em duas grandes partes:
- Auditório Principal
- Exposição:
  - Ciclo de Palestras Paralelas
  - Praças Temáticas e Boulevards
  - Área de Convivência

Nomes consagrados da administração moderna já passaram pela ExpoManagement, dentre os quais citam-se:
- Peter Drucker;
- Michael Porter;
- Rudy Giuliani;
- Tom Peters;
- Stephen Covey;
- Alvin Toffler;
- Ram Charan.
- Henry Mintzberg.

## Edição 2008
A edição de 2008 da ExpoManagement ocorrerá entre os dias 10 e 12 de novembro no Transamérica Expo Center, na cidade de São Paulo. Os principais expositores e respectivos temas dessa edição são os seguintes:
- Clayton Christensen (Inovação de Ruptura) - Professor da Harvard Business School e conhecido mundialmente pelas ideias de inovação e ruptura;
- Philip Kotler (Repensando o Marketing) - Reconhecido como a maior autoridade em marketing da atualidade;
- Henry Mintzberg (Estratégia Corporativa) - Um dos mais notáveis pensadores de administração e estratégia do mundo moderno;
- Jim Collins (Gestão de Resultados, por videoconferência) - Autor de dois dos maiores best-sellers da história da administração: Built to Last e Good to Great;
- Joseph E. Stiglitz (O Futuro da Globalização) - Vencedor do Prêmio Nobel de Economia em 2001;
- Maurício Botelho (Gestão de Turnaround) - Presidente do conselho da Embraer;
- Muhammad Yunus (Inovação na Base da Pirâmide) - Vencedor, juntamente com seu banco, o Grameen Bank, do Prêmio Nobel da Paz em 2006;
- Jimmy Wales (Vencendo na Era Wiki) - Fundador da Wikia, Inc. e criador da Wikipédia, fenômeno mundial de colaboração em massa;
- Nassim Nicholas Taleb (Gestão do Desconhecido) - Autor do livro A Lógica do Cisne Negro;
- Jeff Fettig (Caso Whirlpool) - CEO da Whirlpool Corporation, líder mundial na produção e distribuição de eletrodomésticos da linha branca;
- Daniel Esty (Estratégia Ambiental) - Um dos maiores especialistas do mundo em estratégia ambiental corporativa;
- Stephen Covey (Da Eficácia à Grandeza) - Autor do best-seller Os Sete Hábitos das Pessoas Altamente Eficazes;
- Scott McNealy (Compartilhando Ganhos) - Um dos líderes mais influentes da tecnologia da informação na atualidade.